# 朝霜 (駆逐艦)
朝霜（あさしも）は、日本海軍の駆逐艦。夕雲型駆逐艦（一等駆逐艦夕雲型）の16番艦である。戦艦「大和」（第二艦隊）の沖縄水上特攻作戦（坊ノ岬沖海戦）に参加したが機関故障により落伍、米艦上機の攻撃により大破したあと行方不明となった（沈没認定）。

## 概要
日本海軍が藤永田造船所で建造した夕雲型駆逐艦。1943年（昭和18年）11月27日に竣工し、訓練部隊の第十一水雷戦隊に所属した。
1944年（昭和19年）2月10日、夕雲型3隻（朝霜、岸波、沖波）は第二水雷戦隊隷下の第31駆逐隊に編入され、松輸送など船団護衛任務に従事した。2月下旬、護衛中の輸送船「崎戸丸」を撃沈されたが、「朝霜」も潜水艦「トラウト」を撃沈した。
5月中旬にはタウイタウイ泊地に進出し、第31駆逐隊は6月中旬のマリアナ沖海戦に参加した。内地に戻ったあと、第31駆逐隊（長波、岸波、沖波、朝霜）は7月中旬にリンガ泊地へ進出する。捷号作戦では第一遊撃部隊（通称「栗田艦隊」）に所属した。10月23日、米潜水艦の雷撃で第二艦隊旗艦「愛宕」が沈没すると、「朝霜」と「岸波」は生存者を救助した。また重巡「高雄」が大破したので、「朝霜」と「長波」は「高雄」を護衛してブルネイに撤退したため、レイテ沖海戦に参加できなかった。
続いて第31駆逐隊は多号作戦に従事した。
11月11日の第三次多号作戦では駆逐艦「島風」（第二水雷戦隊旗艦）や若月等が沈没し、「朝霜」は姉妹艦「浜波」（第32駆逐隊）の生存者を救助して撤退した。
11月15日、「朝霜」は第2駆逐隊に転籍した。
12月下旬、第2駆逐隊は礼号作戦に参加、「清霜」を喪失した。
1945年（昭和20年）2月、「朝霜」は北号作戦に従事して内地に帰投した。2月10日、第2駆逐隊の解隊にともない第21駆逐隊に編入された。
4月上旬、第二艦隊（旗艦「大和」）による沖縄水上特攻攻撃に参加する。4月7日、「朝霜」は機関故障を起こして艦隊から落伍、米軍空母機の空襲を受けて撃沈された。第21駆逐隊司令をふくめ全乗組員が戦死した。

## 艦歴

### 建造経緯および就役後
1942年度（マル急計画）仮称第344号艦として藤永田造船所で建造。1943年（昭和18年）5月25日、姉妹艦（沖波、岸波）、海防艦の「御蔵」や「平戸」、標的艦「波勝」等と共に命名された。駆逐艦3隻は同日付で夕雲型駆逐艦に登録された。
11月1日、日本海軍は駆逐艦「如月」「朝霧」「夕霧」艦長等を歴任した前川二三郎少佐を、臨時朝霜艤装員長に任命した。
11月2日、藤永田造船所に艤装員事務所を開設。
「朝霜」は11月27日に竣工し、艤装員事務所も撤去された。同日付で正式に横須賀鎮守府籍となり、前川艤装員長も駆逐艦長（初代）となった。
竣工と共に訓練部隊の第十一水雷戦隊に編入される。瀬戸内海に回航された「朝霜」は、訓練部隊に所属。第十一水雷戦隊所属艦および臨時所属艦と訓練をおこなった。
12月29日、燧灘で十一水戦に「春雨」（第27駆逐隊）が合同した。駆逐艦4隻（時雨、春雨、沖波、朝霜）は戦艦「山城」を護衛して呉を出発した、12月31日、横須賀回航部隊は横須賀に到着した。
1944年（昭和19年）1月4日、「沖波」と「朝霜」は横須賀を出発、内海西部に戻った。以降、第十一水雷戦隊（龍田、朝霜、沖波、岸波）は臨時編入艦と共に内海西部で訓練に従事する。
1月27日付で杉原輿四郎少佐が朝霜駆逐艦長（二代目）に任命された。
2月10日、「朝霜」「岸波」「沖波」は第二水雷戦隊（司令官早川幹夫少将、旗艦「能代」）隷下の第31駆逐隊に編入された。第31駆逐隊は前年11月下旬のセント・ジョージ岬沖海戦で31駆司令香川清登大佐および構成艦「大波」と「巻波」を喪失して「長波」1隻となっており、夕雲型4隻（長波、岸波、沖波、朝霜）で再編された。

### トラウト撃沈
2月26日、第31駆逐隊3隻（朝霜、岸波、沖波）は宇品を出港し、マリアナ諸島へ派遣される第29師団（司令官高山彪陸軍中将、通称号「雷」）の陸軍兵士efと装備品を乗せた「安芸丸」（日本郵船、11,409トン）、「東山丸」（大阪商船、8,666トン）、「崎戸丸」（日本郵船、9,247トン）の3隻の優秀貨客船を護衛する。

2月29日未明、船団は北緯25度41分 東経130度21分 / 北緯25.683度 東経130.350度の地点に差し掛かった所でアメリカの潜水艦「ロック (USS Rock, SS-274) 」の発見するところとなった。「朝霜」は左舷斜め後方約5,800 ｍに敵潜水艦らしきものを電探で探知し、サーチライトを照射した後、12.7センチ砲15発を発射する。砲弾は潜航しかけた「ロック」の潜望鏡支柱に命中し、潜望鏡が昼間用と夜間用の両方とも破損、またレーダーマストに浸水するなど大小さまざまな被害を受けていた。「朝霜」は午前6時45分まで爆雷攻撃をおこなったあと、船団に合流した。
17時53分、「ロック」の通報により船団を追跡していた潜水艦「トラウト (USS Trout, SS-202) 」は、北緯22度40分 東経131度50分 / 北緯22.667度 東経131.833度の大東諸島の南方200 kmの地点で輸送船団に対して魚雷を3本発射した。魚雷2本を被雷した「崎戸丸」は沈没し、乗船者約3900名のうち歩兵第18連隊長を含めた約2200名が戦死、1720名（重傷者570名）が救助された。もう1本は「安芸丸」に命中して航行不能に陥らせた。「安芸丸」は8ノットの速力が出せるまでに回復し、「沖波」に護衛されて先行、「朝霜」と「岸波」はアメリカ潜水艦の掃討をおこなう。
17時55分、「朝霜」は自艦の左舷1,200 mに潜望鏡を発見した。2分後に60 mに設定した12発の爆雷を投下、九三式水中探信儀を使用し、さらに深い深度に設定した7発の爆雷を投下した。その結果18時16分に海中の誘爆音を聴取し、爆雷を一発投下した後水中探信儀を使用して探索したものの、反応はまったくなかった。これがトラウトの最期だった。船団はグァム島やサイパン島に立ち寄った後、内地に帰投した。

### 松輸送
3月20日、第31駆逐隊（岸波、沖波、朝霜）はトラック諸島行きの東松三号特別船団、輸送船3隻（浅香丸、山陽丸、さんとす丸）を護衛して館山を出航する。
3月28日、船団部隊はトラック泊地に到着した。
その後、4月14日にリンガ泊地に進出。5月中旬からは前進根拠地のタウイタウイ方面に移動して、同泊地周辺で対潜警戒に従事した。また僚艦と共にタンカー船団（日栄丸、建川丸、あずさ丸）の護衛任務にも従事した。
6月19日のマリアナ沖海戦における第31駆逐隊は丙部隊に属した。
海戦後、6月22日に中城湾に立ち寄った後、「朝霜」と「島風」は戦艦「榛名」（対空戦闘で被弾、舵損傷）の佐世保回航を護衛した。
「榛名」を送り届けたあと、6月28日になって呉に到着した。ただちに対空機銃の増備、レーダーの改良と設置作業をおこなった。
この頃、「朝霜」は機関部（減速装置）に若干の不安を抱えた。
7月8日、第31駆逐隊（岸波、長波、沖波、朝霜）は遊撃部隊主隊（甲部隊、旗艦「愛宕」）として呉を出撃する。
沖縄の臼杵湾で仮泊したあと（「武蔵」から「朝霜」「岸波」「沖波」「長波」に対し燃料補給）、昭南を経て7月19日までに甲部隊全隻がリンガ泊地に揃った。同泊地滞在中に、従来の遊撃部隊は第一遊撃部隊に改称した。第31駆逐隊は従来どおり各艦・各隊と共に訓練に励んだ。臨時にタンカーの護衛をおこなうこともあった。

### フィリピンの戦い
10月18日、捷一号作戦発動に伴って第二艦隊司令長官栗田健男海軍中将を指揮官とする第一遊撃部隊（通称栗田艦隊または栗田部隊 ）はリンガ泊地から出動し、ブルネイ湾で補給の後、10月22日に出撃した。しかし翌10月23日未明にパラワン水道において第二艦隊旗艦の重巡洋艦「愛宕」がアメリカ潜水艦「ダーター (USS Darter, SS-227) 」の、重巡「摩耶」が「デイス (USS Dace, SS-247) 」の雷撃でそれぞれ沈没し、同じく重巡「高雄」が「ダーター」の雷撃で大破して航行不能となった。
「愛宕」が被雷した時、「朝霜」は第一部隊陣形中央後方に位置し、右舷（左舷）に戦艦「大和」「武蔵」（長門）、後方に「島風」が航行していた。「朝霜」と「岸波」は、共同で午前7時頃に沈没した「愛宕」乗組員の救助をおこなった。「岸波」は第二艦隊司令長官（第一遊撃部隊指揮官）や二艦隊参謀長を救助する。その後、第一戦隊司令官宇垣纏中将座乗の「大和」（第一戦隊旗艦）に栗田司令長官以下第二艦隊司令部を移乗させると、二水戦旗艦「能代」に従って僚艦「沖波」と共にシブヤン海へ向かった。「朝霜」は「愛宕」の艦長以下准士官以上29名、下士官兵463名を救助した。
「朝霜」は「愛宕」の生存者を救助した後、第31駆逐隊僚艦「長波」とともに応急修理をおこなう高雄の警戒と護衛にあたった。「朝霜」は「高雄」の護衛を止めて栗田艦隊を追いかけたが、宇垣司令官（「大和」座乗、この時点で栗田長官は「岸波」座乗、宇垣が臨時の第一遊撃部隊指揮官を務めた）から改めて「高雄」警戒任務の続行を命じられ、「朝霜」は「高雄」の護衛に戻った。「ダーター」と「デイス」は「高雄」にとどめを刺そうと追跡を続けていたが、修理後に発進した「高雄」の水上偵察機や、「朝霜」と「長波」の警戒により攻撃機会を失ったという。
21時44分、「高雄」は速力6ノットで航行可能となった。「高雄」は12時間も敵潜水艦が伏在する海面を漂っていたことになる。一方、「ダーター」は座礁して行動不能となり、乗組員を「デイス」に移して放棄された。
10月24日午前4時前後、水雷艇「鵯」、特設駆潜艇「御津丸」が合流した。午前9時、護衛部隊2隻（長波、鵯）はボンベイ礁に座礁した「ダーター」の調査のため分離し、「朝霜」と「御津丸」で「高雄」を護衛した。そのあと「長波」はシブヤン海対空戦闘で被雷した重巡「妙高」の護衛の為に去り、「鵯」だけが3隻（高雄、朝霜、御津丸）の所へ戻ってきた。
10月25日夕刻、高雄護衛部隊はブルネイ湾に帰投した。この時、「朝霜」には第二艦隊の通信担当部員が乗ったままであり、レイテ沖海戦では第二艦隊はやむを得ず、第一戦隊（司令官・宇垣纏中将、「大和」座乗）の通信担当部員を使うこととなった。ブルネイ着後、「朝霜」幹部は第一遊撃部隊第三部隊（西村艦隊）を追って出撃しようとしたが、同乗していた「愛宕」の荒木伝艦長と「高雄」の小野田捨次郎艦長の助言を受けて中止した。実際にブルネイを出撃してスルー海を北上したあと、途中で反転したという「朝霜」乗組員の回想もある。
レイテ沖海戦の後、「朝霜」以下第二水雷戦隊はレイテ島行きの多号作戦に投入される事となった。10月27日から29日にかけて、栗田艦隊と小沢機動部隊の残存部隊から駆逐艦が第二遊撃部隊（指揮官志摩清英第五艦隊司令長官）に編入され、二水戦各艦はマニラに移動した。
11月5日と6日、米軍機動部隊艦載機はマニラ湾周辺の日本軍に対し、大規模空襲を敢行した。5日の空襲で第五艦隊/第二遊撃部隊旗艦「那智」が沈没、「那智」救援中の駆逐艦「曙」も大破した。さらに「朝霜」と「沖波」も損傷し、作戦に参加できなくなった。
「朝霜」では、安藤文彦砲術長以下戦死者9名、重傷26名・軽傷多数が出たという。「曙」の代艦として夕雲型姉妹艦「秋霜」（第2駆逐隊）が多号作戦第四次輸送部隊に編入された。
11月8日朝、第一水雷戦隊司令官木村昌福少将は第四次輸送部隊第一梯団を指揮してマニラを出撃した。本来なら先に出発するはずだった第三次輸送部隊（指揮官早川幹夫第二水雷戦隊司令官）はマニラ空襲により準備に遅れが生じ、第四次輸送部隊が先発することになった。
第四次輸送部隊は翌11月9日夕方にオルモック湾に到着するも、大発が揃わなかったため海防艦を代用に用いたが、兵員しか陸揚げできなかった。
11月10日、輸送部隊はオルモック湾を出撃してマニラに向かったが、間もなくB-25とP-38 の攻撃を受けて陸軍特殊船「高津丸」（山下汽船、5,657トン）と輸送船「香椎丸」（大阪商船、8,407トン）、「第11号海防艦」が沈没する。松山司令官は「第13号海防艦」に移乗した。輸送部隊を指揮する木村一水戦司令官は3隻（霞、朝霜、長波）を率いて救助作業にあたり、「秋霜」以下の艦艇を輸送船「金華丸」（大阪商船、9,305トン）の護衛につけてマニラへ先発させた。このあと、第四次輸送部隊護衛艦（霞、長波、朝霜、若月）は、第二水雷戦隊司令官早川幹夫少将（旗艦「島風」）指揮下の第三次輸送部隊と合流し、駆逐艦3隻（長波、朝霜、若月）と駆逐艦2隻（初春、竹）を交換した。「霞」に「香椎丸」生存者を移した「朝霜」は「長波」とともに第四次輸送部隊から離脱し、21時にマスバテ島東方のブラックロック水道で第三次輸送部隊に合流した。第三次輸送部隊の駆逐艦は5隻（島風、長波、朝霜、若月、浜波）となり、そのままオルモックへ向かった。なお、「せれべす丸」は座礁し「駆潜艇46号」の護衛下で取り残されていた。
第三次輸送部隊は11月11日の正午ごろにオルモック湾に到着する予定であったが、その直前に第38任務部隊（ジョン・S・マケイン・シニア中将）の艦上機347機による空襲を受けた。輸送船は全滅し、護衛部隊も健在艦は「朝霜」だけになった。「朝霜」は航行不能となった第二水雷戦隊旗艦「島風」に接近しようとしたが、再三にわたる機銃掃射のため接近を断念した。「島風」艦上では早川二水戦司令官が既に戦死しており、松原瀧三郎先任参謀が「朝霜」に帰れと命令したという。また「朝霜」は沈没寸前の「浜波」に接舷すると、第32駆逐隊司令大島一太郎大佐を含む生存者を移乗させた。この後、「島風」は沈没し第三次輸送部隊は「朝霜」一隻を残して全滅した。
11月12日、「朝霜」はマニラに帰投した。
11月12日、緊急輸送作戦のためマニラに入港していた空母「隼鷹」、重巡「利根」、第30駆逐隊（夕月、卯月）からなる小艦隊は、西村艦隊唯一の残存艦「時雨」を編入してマニラを出港、日本本土へ向かった。それまで隼鷹隊を護衛していた軽巡「木曾」は、第一水雷戦隊旗艦となるためマニラに残った。
翌11月13日、マニラは第38任務部隊艦載機の空襲を受ける。この空襲で、木曾、駆逐艦複数隻（初春、曙、沖波、秋霜）等が沈没もしくは大破着底状態となった。第二遊撃部隊（第五艦隊長官、第一水雷戦隊司令官）は残存駆逐艦（霞、潮、初霜、朝霜、竹）を率いて同日深夜にマニラ湾を出発、ブルネイに移動した。
レイテ沖海戦と多号作戦で、夕雲型駆逐艦は大打撃を受けた。第2駆逐隊はレイテ沖海戦での「早霜」の喪失とマニラ空襲での「秋霜」の喪失により、「清霜」1隻となった。また第31駆逐隊僚艦の「岸波」もタンカーを護衛中の12月5日、アメリカ潜水艦「フラッシャー (USS Flasher, SS-249) 」の雷撃で撃沈され、第31駆逐隊司令・福岡大佐は12月11日付で免職。
第31駆逐隊は翌年1月10日に解隊された。同駆逐隊に所属した夕雲型はこの時点で「朝霜」以外全隻が沈没した。

### 礼号作戦・北号作戦
11月15日、「朝霜」は第31駆逐隊から第2駆逐隊（駆逐隊司令白石長義大佐）に編入され、同隊は「清霜」と「朝霜」の2隻編制になった。
「朝霜」はリンガ泊地に回航され、11月28日から12月5日までセレター軍港で修理を行った。この頃、昭南には11月19日にアメリカ潜水艦「ヘイク (USS Hake, SS-256) 」の雷撃で損傷した第三十一戦隊旗艦の軽巡洋艦「五十鈴」がおり、スラバヤで本格的な修理が行われる事となった。
「朝霜」が途中まで護衛を行う事となり、12月5日に昭南を出港し、12月8日にリンガ泊地に帰投した。
12月9日以降、朝霜は第二水雷戦隊旗艦となった。続いて航空戦艦2隻（日向〔第四航空戦隊旗艦〕、伊勢）、巡洋艦2隻（足柄、大淀）、駆逐艦2隻（朝霜、清霜）はカムラン湾に進出した。カムラン湾移動後、二水戦旗艦は「朝霜」から「大淀」に変更された。
12月24日、ミンドロ島に上陸したアメリカ軍に対する殴りこみ作戦（礼号作戦）が開始された。挺身部隊（指揮官木村昌福第二水雷戦隊司令官）はこれに呼応して挺身部隊の巡洋艦2隻（足柄、大淀）、駆逐艦6隻（霞〔木村少将座乗、挺身部隊旗艦〕、清霜、朝霜、榧、杉、樫）を率いてカムラン湾を出撃する。
2日後の12月26日夕刻、挺身部隊はB-25の爆撃を受けた。「朝霜」では機銃掃射により3名が戦死し、艦に大小の損傷を受けた。また、「清霜」は空襲で被弾、沈没した。「朝霜」は「清霜」が行方不明になった事を木村少将に報告したが、木村少将は作戦終了後に救助するので海図に沈没位置を記しておくよう命令した。やがて砲撃を終えた挺身部隊は、「霞」と「朝霜」を清霜乗員の救助にあたらせるため残留させ、「初霜」以下は先にカムラン湾に向かった。「霞」と「朝霜」は機関を止めて航空機と魚雷艇に警戒しつつ救助活動を行い、木村少将自ら双眼鏡越しに海上に浮かぶ清霜乗員を数えた。第2駆逐隊司令や清霜艦長をふくめ258名を救助した（「朝霜」は167名収容、ほかに米軍に5名救助）。
2時34分まで救助作業を行った後、12月28日18時30分にカムラン湾に帰投した。木村少将は二水戦旗艦を「大淀」に戻し、「朝霜」と「霞」に対して燃料補給をおこなった。
1945年（昭和20年）1月3日、第二水雷戦隊司令官は木村昌福少将から古村啓蔵少将へ交代した（着任・退任1月4日）。
1月10日、かつて「朝霜」が所属していた第31駆逐隊は解隊された（前述）。前年末～2月初めごろの「朝霜」は、セレター軍港での整備とリンガ泊地での訓練および待機に明け暮れた。
米軍機動部隊が南シナ海に進入しヒ86船団やヒ87船団が大損害を受け、大本営は燃料や物資の緊急輸送作戦実施を下令する。
2月5日、第四航空戦隊（司令官松田千秋少将）に対してガソリン、ゴム、錫などの貴重物資を搭載して内地に回航するよう連合艦隊から命令が出された。作戦名は「北号作戦」、部隊名を「完部隊」とした。
完部隊各艦は2月7日から9日にかけて貴重物資を搭載し、2月10日16時に昭南を出港した。第四航空戦隊（日向、伊勢、大淀）、第二水雷戦隊（霞〔二水戦旗艦〕、朝霜、初霜）から成る「完部隊」は、潜水艦と航空機の脅威を次々と交わしつつ北上していった。中国大陸沿岸、舟山群島を航行。
2月15日夜、馬祖島で仮泊、大型艦から駆逐艦への燃料補給を実施（日向→霞、伊勢→初霜、大淀→朝霜）。
黄海南方、対馬北方を経て2月19日夕刻に六連に到着。
2月20日、完部隊は呉に帰投した。

### 坊の岬沖海戦

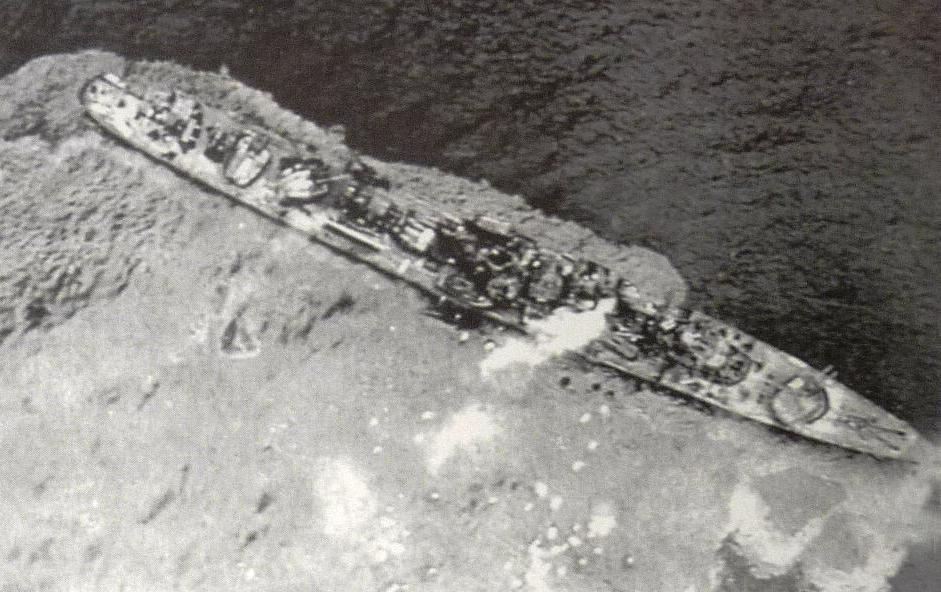
艦隊から脱落した「朝霜」には攻撃が集中し、誰に見られることもなく沈没した。

1945年（昭和20年）2月10日をもって第2駆逐隊は解隊され、「朝霜」は第二水雷戦隊所属の第21駆逐隊（駆逐隊司令石井汞大佐）に編入されていた。
2月20日付で第二水雷戦隊各艦で人事異動が行われ、航海長芦田収大尉は海軍兵学校へ転勤、後任の航海長として戦艦「榛名」より出口勝巳中尉が着任する。また機関長原田周三機関大尉は駆逐艦「涼月」機関長へ転任。戦艦「長門」より佐多盛雄機関大尉が「朝霜」機関長に任命された。
2月23日、第二水雷戦隊旗艦は「霞」から軽巡洋艦「矢矧」に変更される。「朝霜」以下第二水雷戦隊各艦は整備と訓練に従事した。3月19日の呉軍港空襲で対空戦闘を実施、「大和」や二水戦各艦の被害は軽微であった。
なお、3月18日付で石井大佐は第21駆逐隊司令の職務を解かれ、後任の司令には3月25日付で小滝久雄大佐が任命された。
3月27日、「朝霜」は第21駆逐隊の司令駆逐艦となった。
3月28日、第一遊撃部隊指揮官伊藤整一第二艦隊司令長官は第一遊撃部隊（大和、矢矧、駆逐艦12隻）の佐世保回航を各方面に連絡した。だが、アメリカ軍の機動部隊が九州地方を襲撃したため第一遊撃部隊の豊後水道通過佐世保回航は中止された。
3月29日、周防灘に移動した。
この日、同じく周防灘へ移動中だった駆逐艦「響」（第7駆逐隊所属）が触雷して損傷したため、「朝霜」は警戒艦を命じられる。「響」を曳航して一旦呉に向かったが、「響」の動力が回復して自力航行が可能になったため「朝霜」は周防灘に引き返した。「響」を曳航・護衛したのは「初霜」だったという「響」乗組員および「初霜」乗組員の証言も残る。
出撃前の作戦会議で、「朝霜」の杉原艦長は「生死は問題ではないが戦果の期待できない自殺作戦には反対である。駆逐艦1隻といえども貴重な存在であり、国家は誰が護るのか、国民は誰が保護するのか、無為で死んではたまらない」と反論したという。
4月6日15時30分、第21駆逐隊（朝霜、初霜、霞）は沖縄水上特攻作戦（天一号作戦）に第一航空戦隊（戦艦「大和」、第二艦隊旗艦）、第二水雷戦隊旗艦「矢矧」（司令官古村啓蔵少将）、第17駆逐隊（磯風、雪風、浜風）、第41駆逐隊（冬月、涼月）とともに徳山を出撃した。しかし、翌4月7日早朝、遊撃部隊が巡航速力22ノットで航行中、「朝霜」は機関故障を起こして速力12ノットしか出なくなり落伍した。「朝霜」側は呉工廠における減速機の修理が原因と判断していた。だが、第二水雷戦隊司令部は機関故障の原因をクラッチ故障にあったと推定している。
「朝霜」の落伍は、「大和」を含め遊撃部隊各艦から目撃された。3月まで朝霜機関長だった原田大尉は、「涼月」より「朝霜」の後落を目撃している。
「朝霜」では応急修理（予定5時間）を実施したが復旧せず、正午過ぎに「我敵機ト交戦中」「90度方向に敵機30数機を探知す」との無電を発した後、連絡が途絶えた。単艦戦闘であった上、生存者がいない為に各艦が砲煙らしきものを確認しただけで、その最期は明らかではない。「涼月」の砲術長によれば、「大和」以下本隊から約30 km離れていた「朝霜」は水平線上にマストだけが見えていた。アメリカ軍機の大編隊は第二艦隊を完全に包囲、旋回しながら攻撃タイミングをうかがっていたが、やがて一群が「朝霜」に急降下爆撃を行い、戦闘は数分で終わったという。
アメリカ側の記録では、空母「バンカー・ヒル (USS Bunker Hill, CV-17) 」のSB2C爆撃機10機が「大和」の攻撃に向かう途中、「北の駆逐艦（朝霜）をやれ!」との命令を受けて奄美大島近海を北上して「朝霜」を発見した。「朝霜」は左方向に逃げ続けたものの至近弾数発を受け、さらに爆弾3発（煙突の間、二番煙突後方、艦尾部）が命中した。艦後部（3番主砲付近）に爆発が起きたあと後部に傾斜。だが、アメリカ軍機は雲によりそれ以上の観測を妨げられた。また空母「ホーネット (USS Hornet, CV-12) 」の艦上爆撃機により、艦尾から沈没していったとの記録も残る。「朝霜」は消息不明となり、駆逐隊司令小滝大佐以下乗員326名全員が戦死認定された。

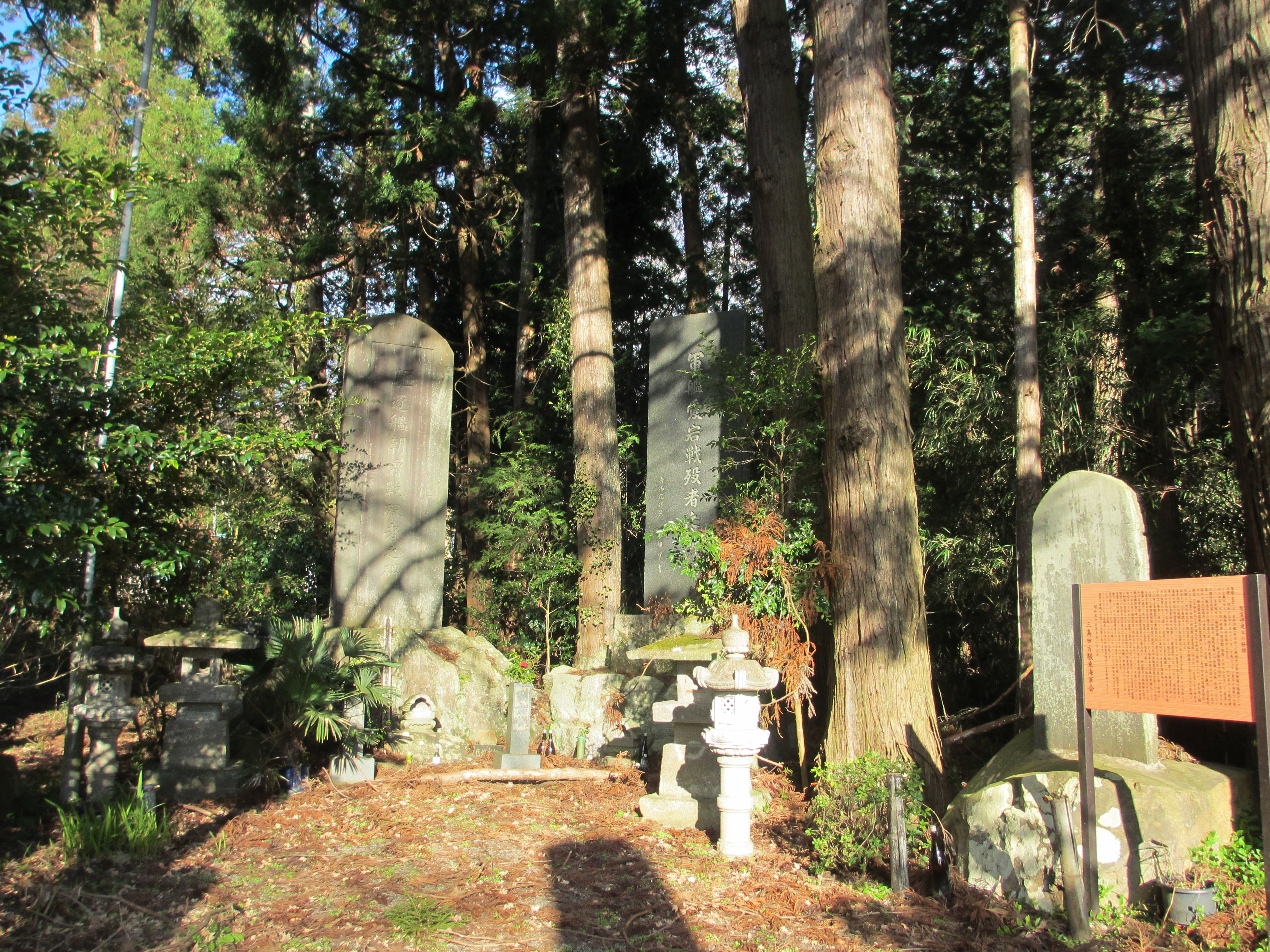
駆逐艦朝霜戦没者之碑、妙法華寺境。内隣に「愛宕」慰霊碑

海防艦「屋代」乗組員の回想では、哨戒任務中の「屋代」は漂流する「朝霜」を発見して曳航を申し出た。「朝霜」は「機関の故障復旧次第沖縄へ突入する」「貴艦のご好意を感謝す、航海の安全を祈る」と断わり、「屋代」側は健闘を祈って別れたという。「初霜」艦長の酒匂少佐は、「朝霜」が落伍・沈没した時に連合艦隊（司令長官豊田副武大将、参謀長草鹿龍之介中将、参謀神重徳大佐ほか）が漁船の手配など生存者を救助する努力をしなかったことに「突っ込めという命令は出すけれど、自分たちがやらなければならないことは何一つやっとらん。何という幕僚どもだということですよ、私は」「武将としての務めを怠っていると言われてもしようがないと思いますがねえ」と回想している。
一連の戦闘で「大和」及び第二水雷戦隊5隻（矢矧、朝霜、磯風、浜風、霞）が沈没、4月20日に第二水雷戦隊は解隊された。第21駆逐隊で唯一生還した「初霜」も同日付で第17駆逐隊に編入された。
5月10日、第21駆逐隊は解隊された。
同日、「朝霜」は夕雲型駆逐艦、帝国駆逐艦籍より除籍された。また、「朝霜」の沈没により夕雲型駆逐艦19隻は全艦喪失となった。7月30日、
現在、静岡県三島市玉澤の妙法華寺に、朝霜・愛宕・梅の慰霊碑が建立されている。

## 歴代艦長
艤装員長
1. （臨時）前川二三郎 中佐：1943年11月1日[34] - 1943年11月27日[38]

駆逐艦長
1. 前川二三郎 中佐：1943年11月27日[38] - 1944年1月27日[51]
2. 杉原輿四郎 少佐/中佐：1944年1月27日[51] - 1945年4月7日 戦死認定、同日付任海軍大佐[230]